# Urraca de Castille (morte en 1189)
Pour les articles homonymes, voir Urraque de Castille et Urraca.
Urraca de Castille (†1189), elle devint reine consort de Navarre par son mariage en 1144. Elle mourut à Palencia le 12 octobre 1189.  
Fille naturelle d'Alphonse VII de Castille.
Urraca de Castille épousa le 24 juin 1144 García V de Navarre.
De cette union naquit Sancha de Navarre (†1176), qui épousa en 1165 Gaston V de Béarn, puis en 1173 Pedro Manrique de Lara, seigneur de Molina et vicomte de Narbonne.